# Lilla Abborrtjärnen (Svärdsjö socken, Dalarna)
Lilla Abborrtjärnen är en sjö i Falu kommun i Dalarna och ingår i Dalälvens huvudavrinningsområde.